# Juan Cornejo
Juan Francisco Cornejo Palma (ur. 27 lutego 1990 w Santiago de Chile) – chilijski piłkarz grający na pozycji obrońcy w Audax Italiano.

## Kariera klubowa
Jest wychowankiem CSD Colo-Colo. W 2009 został zawodnikiem Deportes Magallanes. W grudniu 2012 trafił do Audax Italiano.

## Kariera reprezentacyjna
W reprezentacji Chile zadebiutował 29 stycznia 2015 w wygranym 3:2 meczu z USA.